# 韦普
韦普（法語發音：[wɛp]），全称韦普地区（法語：pays de Weppes），旧时为韦普营区（法語：Quartier des Weppes），是法国北部省的一个传统地区，位于里尔的西部和西南部，在斯海尔德河左岸的两条支流——利斯河与德勒河之间。韦普位于法國法蘭德斯地區，更确切说是位于罗曼佛兰德地区。韦普是一个由24个市镇组成的农村地区，具有丰富的历史和文化遗产。 
“韦普”（Weppes）得名于当地农民表示“在晚上、在夜幕降临时”说的“au weppe”，其源自拉丁语“ad vesperam”。

## 市镇

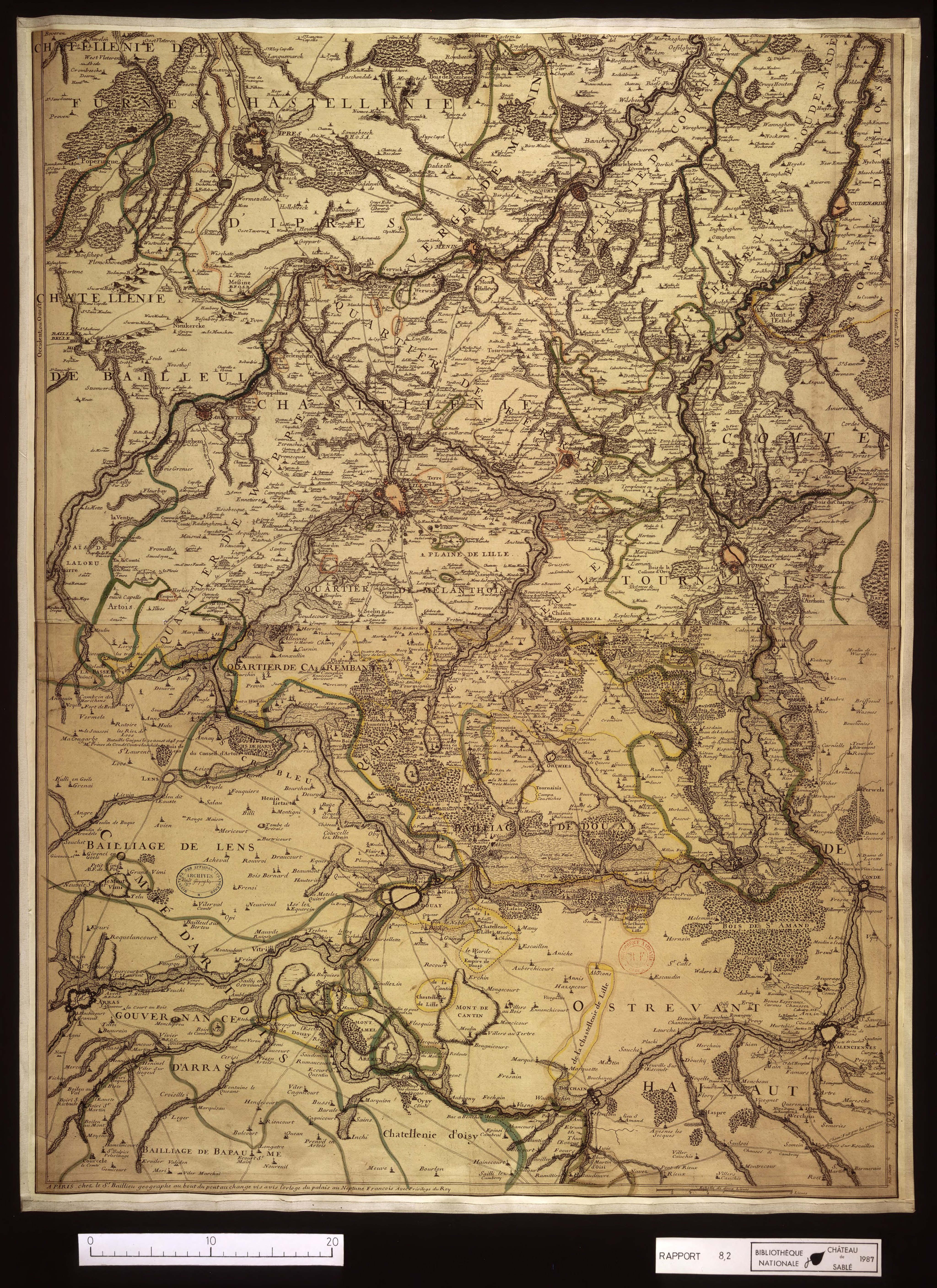
里尔领地营区

韦普地区的市镇如下：欧贝尔（Aubers）、博康-利尼（Beaucamps-Ligny）、布瓦格勒涅（Bois-Grenier）、昂格洛（Englos）、韦普地区埃讷蒂耶尔（Ennetières-en-Weppes）、埃尔坎盖姆勒塞克（Erquinghem-le-Sec）、埃斯科贝克（Escobecques）、韦普地区富尔讷（Fournes-en-Weppes）、弗罗梅勒（Fromelles）、阿莱讷莱欧布尔丹（Hallennes-lez-Haubourdin）、昂泰（Hantay）、欧布尔丹（Haubourdin）、埃尔利（Herlies）、伊利（Illies）、拉巴塞（La Bassée）、勒迈尼勒（Le Maisnil）、马尔基伊（Marquillies）、韦普地区拉丹盖姆（Radinghem-en-Weppes）、韦普地区桑甘（Sainghin-en-Weppes）、萨洛梅（Salomé）、桑特（Santes）、瑟克丹（Sequedin）、瓦夫兰（Wavrin）和维克尔（Wicres）。

## 欧布尔丹-韦普总铎区
该天主教總鐸區于2010年通过合并创建，大致对应韦普地区，包括以下市镇： 
- 韦普地区圣德兰堂区（la paroisse Sainte-Thérèse-en-Weppes）：博康-利尼（Beaucamps-Ligny）、布瓦格勒涅（Bois-Grenier）、昂格洛（Englos）、韦普地区埃讷蒂耶尔（Ennetières-en-Weppes）、埃尔坎盖姆勒塞克（Erquinghem-le-Sec）、埃斯科贝克（Escobecques）、韦普地区富尔讷（Fournes-en-Weppes）、弗罗梅勒（Fromelles）、勒迈尼勒（Le Maisnil）和韦普地区拉丹盖姆（Radinghem-en-Weppes）；
- 欧布尔丹圣马克卢堂区（la paroisse Saint-Maclou d'Haubourdin），总铎区的中心
- 洛斯圣家堂区（la paroisse Sainte-Famille de Loos）;
- 圣马尔谷堂区（la paroisse Saint-Marc）：埃姆兰（Emmerin）、阿莱讷莱欧布尔丹（Hallennes-lez-Haubourdin）和桑特（Santes）；
- 韦普地区圣若望堂区（la paroisse Saint-Jean-en-Weppes）：栋村（Don）、韦普地区桑甘（Sainghin-en-Weppes）和瓦夫兰（Wavrin）；
- 韦普地区圣伯多禄堂区（la paroisse Saint-Paul-en-Weppes）：欧贝尔（Aubers）、埃尔利（Herlies）、伊利（Illies）、马尔基伊（Marquillies）和维克尔（Wicres）；
- 韦普地区圣雷米堂区（la paroisse Saint-Rémi-en-Weppes）：昂泰（Hantay）、拉巴塞（La Bassée）和 萨洛梅（Salomé）